# Лява (река)
Лява река (или Козничка река) е река в Западна България, област Кюстендил, общини Кюстендил, Бобов дол и Невестино, ляв приток на река Струма. Дължината ѝ е 20 km.
Лява река извира на 1300 m н.в., на 500 m североизточно от връх Виден (1487 m), първенецът на Конявска планина. До село Горна Козница протича в дълбока и силно залесена долина, като прави голяма, изпъкнала на север дъга. При Горна Козница излиза от планината и навлиза в източната, хълмиста част на Кюстендилската котловина, където долината ѝ се разширява, а течението ѝ е в посока юг-югоизток. След устието на най-големия си приток Габрешевска река (ляв) завива на югозапад и се влива отляво в река Струма, на 437 m н.в., точно преди навлизането на последната в Скринския пролом.
Площта на водосборния басейн на реката е 65 km2, което представлява 0,38% от водосборния басейн на река Струма. Реката отводнява част от южните склонове на Конявска планина и най-северозападната част на историко-геогрфската област Разметаница.
Основни притоци са Габрешевска река (ляв) и Видни дол (десен).
Максималният отток на реката през март и минималният – септември.
По течението на реката в са разположени 2 села:
- Община Бобов дол – Горна Козница;
- Община Невестино – Долна Козница.

В долното течение част от видите на реката се използват за напояване.
В най-долното течение по долината на реката преминава участък от 4 km от второкласен път № 62 от Държавната пътна мрежа Кюстендил – Дупница – Самоков.

## Топографска карта
- Лист от карта K-34-58. Мащаб: 1 : 100 000.
- Лист от карта K-34-70. Мащаб: 1 : 100 000.